# Bump

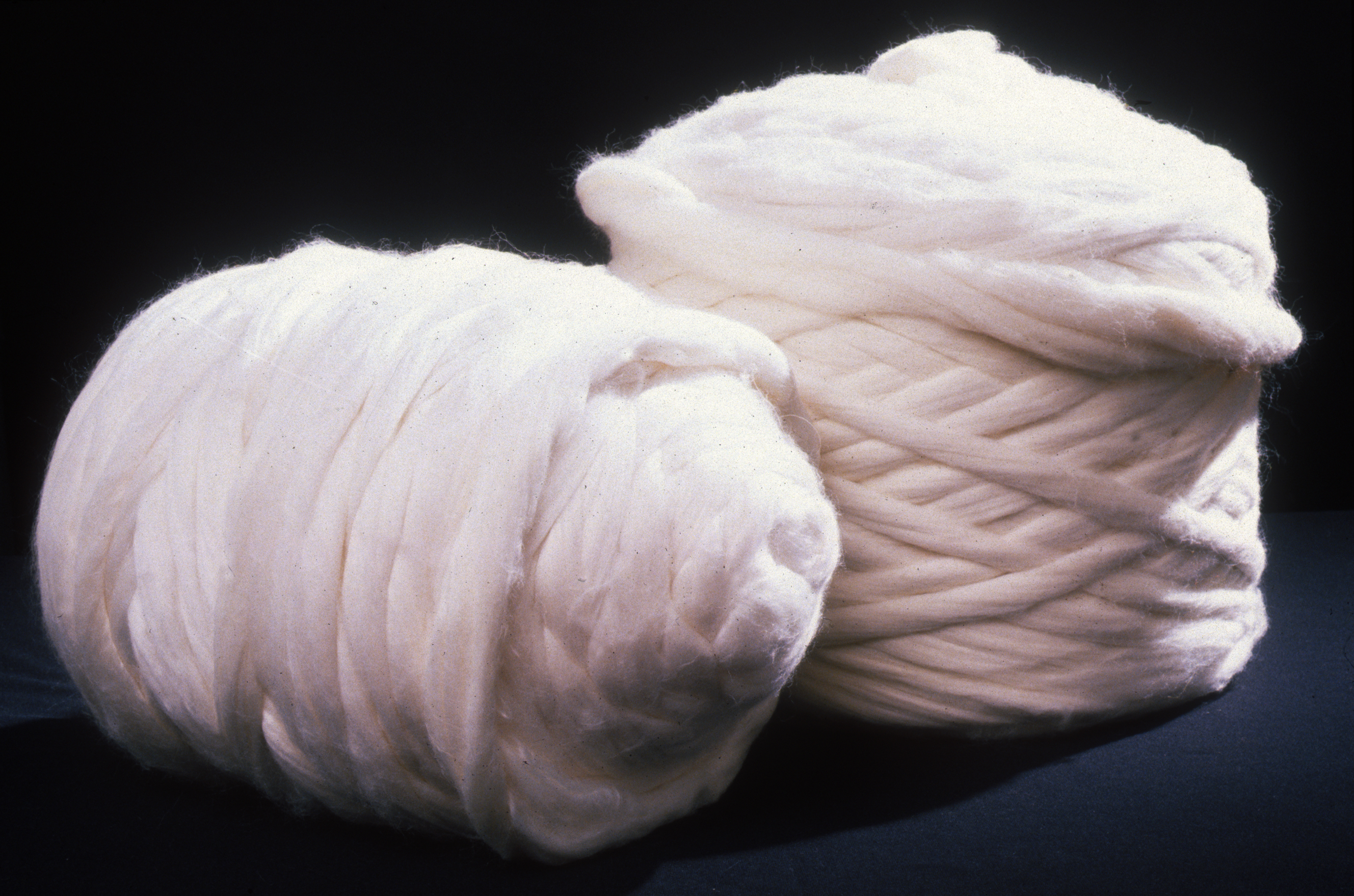
Bumpy z česanců z australské vlny (2003)

Bump je označení pro velmi  hrubou přízi používanou např. k výrobě koberců nebo na ruční pletení s nejtlustší jehlicí. 
Bump je také odborný výraz pro česanec (pramen vláken česané vlny) slisovaný a svázaný do balíku. Balík obsahuje zpravidla pramen z jedné plné konve, do které se svinuje materiál zpracovaný na česacím stroji, tj. asi 10 kg. Bumpy se používají výhradně k přepravě materiálu od česárny vlny do přádelny. (To jsou většinou rozdílné výrobní závody od sebe vzdálené často několik set nebo i tisíce kilometrů). V přádelně se balík rozváže a předkládá ke zpracování na protahovacím stroji, případně k barvení. Bumpy nahradily z ekonomických důvodů koncem minulého století stůčky, do kterých se česance dříve formovaly navinováním na cívku.
V češtině se pro vlákenný pramen (např. od mykacího stroje) slisovaný do balíku používá také označení rančík.  

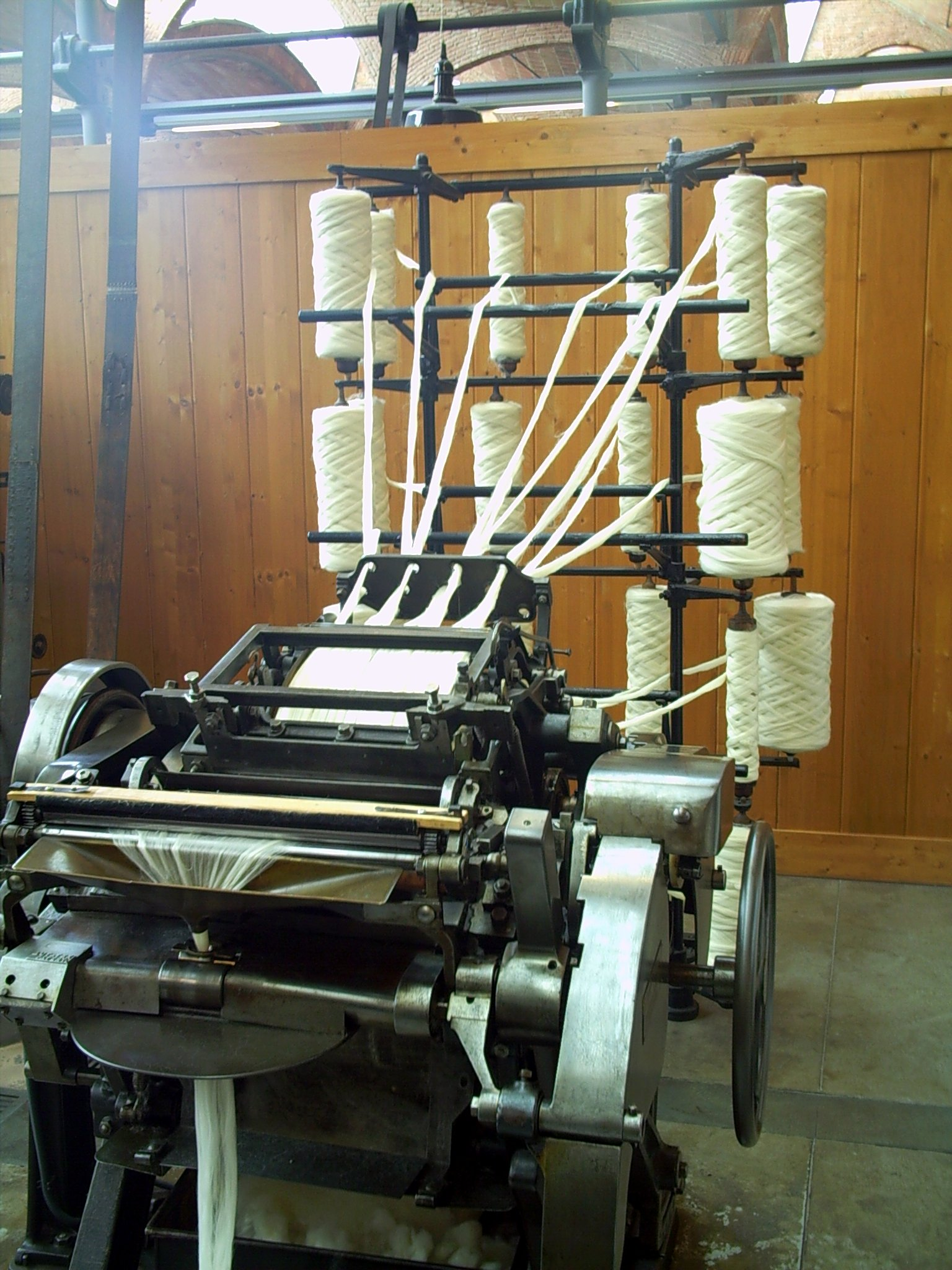
Výroba česance na česacím stroji z poloviny 20. století